# Pseudemodesa
Pseudemodesa este un gen de insecte lepidoptere din familia Drepanidae.

Cladograma conform Catalogue of Life:
| Pseudemodesa | \| \| Pseudemodesa fuscidisca \| \| \| \| \| \| Pseudemodesa plenicornis \| \| \| \| |
|              | \| \| Pseudemodesa fuscidisca \| \| \| \| \| \| Pseudemodesa plenicornis \| \| \| \| |
|              | Pseudemodesa fuscidisca                                                              |
|              |                                                                                      |
|              | Pseudemodesa plenicornis                                                             |
|              |                                                                                      |